# Јелена Груба Котроманић
Јелена (народно име Груба) је била краљица Босне (1395—1398) и супруга српског краља Дабише (1391—1395). Она је након његове смрти 8. септембра 1395. године изабрана од стране властеле за владарку и све своје одлуке је доносила саветом са благодарованим велможанима властеле краљевства ми, русага босанског. Током њене владавине, ојачале су крупне велможе које су практично управљале већим делом државе, а најмоћнији међу њима били су:
- војвода Сандаљ Хранић Косача
- војвода Хрвоје Вукчић
- кнез Павле Раденовић

Они су водили самосталну политику и у склопу својих поседа су убирали царине чиме су директно подривали и слабили централну власт. Њена владавина је окончана у мају 1398. године, када ју је властела краљевине Босне, предвођена Хрвојем Вукчићем, лишила власти проглашењем Остоје (прва влада 1398—1404, друга влада 1409—1418) за новог краља. Разлози за њену смену нису познати, али је она након ње остала да живи у Босни са титулом краљице, али се вратила свом народном имену Груба. У браку са краљем Дабишом је имала само једну ћерку Стану, која се удала за Ђурђа Радивојевића.
Јелена Мара Груба Николић Котроманић била је босанска српска краљица, прво као супруга краља Степана Дабише, а затим као једина жена на босанском трону и друга Српкиња на трону. Са Дабишом је у браку била од 1340. године до његове смрти 8. септембра 1395. године. Из њиховог брака рођена је једна кћерка, Стана, позната као Анастасија, имали су сина непознатог имена. По Дабишиној смрти изабрана је за владарку од стране босанске српске властеле. За време њене владавине ојачале су крупне велможе које су управљале већим делом државе. Они су водили самосталну политику и у склопу својих поседа убирали су порезе чиме су директно подривали и слабили власт на средњем нивоу. Њена владавина окончана је у мају 1398. године, када ју је властела краљевине Босне, предвођена Хрвојем Хрвантинићем, сменом с власти проглашењем Стјепана Остоје за новог краља. Разлози за њену смену нису познати, али је она након владавине наставила да живети у Босни са титулом краљице. О краљици Јелени сазнајемо из само два историјска извора. Ти су документи једна повеља упућена Дубровнику, те један захтев. Занимљиво је да није ковала свој новац, него је користила новац претходног босанског краља, свога мужа, Степана Дабише. Рођаци су јој били племићи Николићи, који су владали једним делом Хума.

## Порекло и брак
Рођена је у племићкој породици Николића, који су владали једним делом Хума. Удала се за Дабишу, ванбрачног полубрата краља Твртка I. Јелена Груба је била краљица Босне као супруга краља од 1391. године до мужеве смрти 1395. године. Једино преживело дијете рођено из њиховог брака била је кћерка Стана. Имали су сина, непознатог имена који је умро 1395. године. Станина кћерка, чије се име наводи као Владика, удала се за Јураја Радивојевића још за живота свога деде Дабише и баке Грубе, што потврђује Дабишина повеља из 1395. којом краљ поклања село Вељаци на управу својој кћери Стани, с тим да после њене смрти управу над селом наследе Владика и њен муж. Јеленина унука Владика је имала децу још за време Јелениног живота и владавине.

## Владавина
За Дабишиног насљедника био је, још за Дабишина живота, изабран угарски краљ Жигмунд Луксембуршки. Жигмунд је изабран јер је био муж угарске владарице Марије, која је била кћерка Јелисавете Котроманић и унука бана Степана другог. Како је Марија умрла у мају 1395. године, Жигмунд је изгубио право на босански трон, па је по Дабишиној смрти, 8. септембра 1395. године, изабрана за владарку од стране босанске властеле.
Владала је уз помоћ сабора и главних представника властеле (војвода Хрвоје Вукчић Хрватинић, војвода Сандаљ Хранић Косача, и кнез Павле Радиновић). Краљица Јелена је имала проблема са подизањем дубровачких трибута (Стонски доходак и Светодмитарски доходак) јер није могла да испуни основни предуслов - да потпише старе привилегије и повеље у односима између Босне и Дубровника. Уз помоћ Жоре Бокшића, Дубровчанима је објашњено стање међувлашћа које је владало у Босни и они су јој тек тада исплатили трибуте, 1397. године.
За време њене владавине ојачале су крупне велможе које су практично управљале већим делом државе. Они су водили самосталну политику и у склопу својих поседа су убирали порезе чиме су директно подривали и слабили власт. Последње године владавине провела је у западном Захумљу, на поседу свог зета Јурја.

## Након смене
Њена владавина је окончана у мају 1398. године, када ју је властела босанска властела, предвођена Хрвојем Вукчићем, лишила власти и изабрала Остоју за новог краља.
Разлози за њену смену нису познати. Могуће је да су чланови њене породице, поготово њена браћа, искориштавали њен положај за стицање новца и моћи, што није одговарало остатку племства. Јелена је након владавине наставила да живи у Босни са титулом и чашћу краљице. Извори је називају „присвитла и привисока госпоја кир Груба“. Дана 18. марта 1399. године је још била жива, али јој се након тога датума губи сваки траг. Могуће је да се повукла у манастир и ту умрла.
У Бугојну су пронађени остаци цркве старе око 700 година и у њој посмртни остаци чланова краљевске породице, а претпоставља се да је међу њима сахрањена Јелена Груба.

## Титула
Јелена Груба се у повељама на латинском потписивала као Helena, regina Bosniae, Stephani Dabisa uxor (српски: „Јелена, краљица Босне, супруга Степана Дабише").

## Породично стабло
|  |                            |  |  |  |  |  |  |  |  |  |  |  |  |  |  |  |
|  | 2. Стана                   |  |  |  |  |  |  |  |  |  |  |  |  |  |  |  |
|  |                            |  |  |  |  |  |  |  |  |  |  |  |  |  |  |  |
|  |                            |  |  |  |  |  |  |  |  |  |  |  |  |  |  |  |
|  | 1. Јелена Груба Котроманић |  |  |  |  |  |  |  |  |  |  |  |  |  |  |  |
|  |                            |  |  |  |  |  |  |  |  |  |  |  |  |  |  |  |
|  |                            |  |  |  |  |  |  |  |  |  |  |  |  |  |  |  |
|  | 3.                         |  |  |  |  |  |  |  |  |  |  |  |  |  |  |  |
|  |                            |  |  |  |  |  |  |  |  |  |  |  |  |  |  |  |
|  |                            |  |  |  |  |  |  |  |  |  |  |  |  |  |  |  |